# Hartley County
Hartley County är ett administrativt område i delstaten Texas, USA, med 6 062 invånare (2010). Den administrativa huvudorten (county seat) är Channing. 

## Geografi
Enligt United States Census Bureau så har countyt en total area på 3 789 km². 3 787 km² av den arean är land och 3 km² är vatten. 

### Angränsande countyn
- Dallam County - norr
- Moore County - öster
- Oldham County - söder
- Quay County, New Mexico - sydväst
- Union County, New Mexico - nordväst